# Jehuda he-Chasid
Jehuda (Juda) ben Szmuel ben Kalonymus he-Chasid, także Jehuda Pobożny, Juda z Regensburga (ur. ok. 1150 w Spirze, zm. 22 lutego 1217) – żydowski filozof, poeta, teolog i kabalista, jeden z czołowych przedstawicieli chasydów nadreńskich.

## Życiorys
Pochodził z wywodzącej się z Włoch rodziny Kalonymus, był synem mistyka, Samuela Chasyda, przewodniczącego jesziwy w Spirze i wnukiem gabaja. Według tradycji do 18 roku życia był ignorantem w kwestiach religijnych, miał jednak przeżyć w życiu przełom i przyjął skrajny ascetyzm. Według tradycji przypisuje mu się także czynienie cudów, takich jak wskrzeszanie zmarłych czy kontakt z prorokiem Eliaszem. Przypisywano mu także utrzymywanie zażyłych kontaktów z biskupem Salzburga oraz z władcą Ratyzbony.
Mieszkał w Spirze, następnie, około 1195 roku, przeniósł się do Ratyzbony, gdzie założył jesziwę. Przeniesienie do Ratyzbony było prawdopodobnie spowodowane prześladowaniami Żydów w jego rodzinnym mieście.
Prawdopodobnie był głównym autorem Sefer Chasidim (Księgi Pobożnych), był również autorem Sefer ha-Kawod (Księgi Chwały). Pisał także komentarze do modlitw i pieśni liturgiczne. Wiele z jego prac funkcjonowało jako dzieła anonimowe. Jako mistyk krytykował studiowanie Talmudu i halachy, wyżej stawiajac modlitwę i studiowanie Biblii.
Jego najwybitniejszym uczniem był Eleazar z Wormacji, do jego uczniów należeli także Izaak ben Mosze z Wiednia i Baruch ben Samuel.